# Quintin Kynaston School
Quintin Kynaston (QK) és una escola de secundària al districte de St. John's Wook, a la City of Westminster, dins la ciutat de Londres. El 2001 va esdevenir un institut especialitzat en tecnologia.
L'institut és conegut al Nord de Londres. És famosa per la seva diversitat ètnica i l'harmonia cultural. Recentment la BBC va fer un documental sobre l'escola. Al setembre del 2003, el Primer Ministre Tony Blair va explicar el nou esquema educatiu a l'escola Quintin Kynaston.

## Història
L'escola fou fundada el 1886 per Quintin Hogg (avi del polític de mitjans del segle xx, amb qui compartia nom) com una Polytechnic Secondary School, que formava part de l'escola Regent Street Polytechnic.
El 1946 l'escola fou reanomenada Quintin School en honor del seu fundador. El 1956 es va constuïr un nou edifici.
El 1969 fou reanomenada Quintin Kynaston Schooy després que Sir Kynaston Studd president de la Regent Street Polytechnic i Lord Mayor de Londres el 1928.
Al setembre del 2003, Tony Blair, primer ministre britànic va posar en marxa l'esquema Extended Schools al Quintin Kynaston.
Al maig del 2005 l'escola fou protagonista en el documental de la BBc Head on the Block, produït per Debbie Shuter.
El director, des del setembre del 2012 és Chris Sale.

## Alumnes notables
- Shola Ama, cantant.
- Suggs (cantant) (Graham McPherson), músic.
- The Architecst (band), grup de música.
- N-Dubz, grup de hip-hop.